# Maar

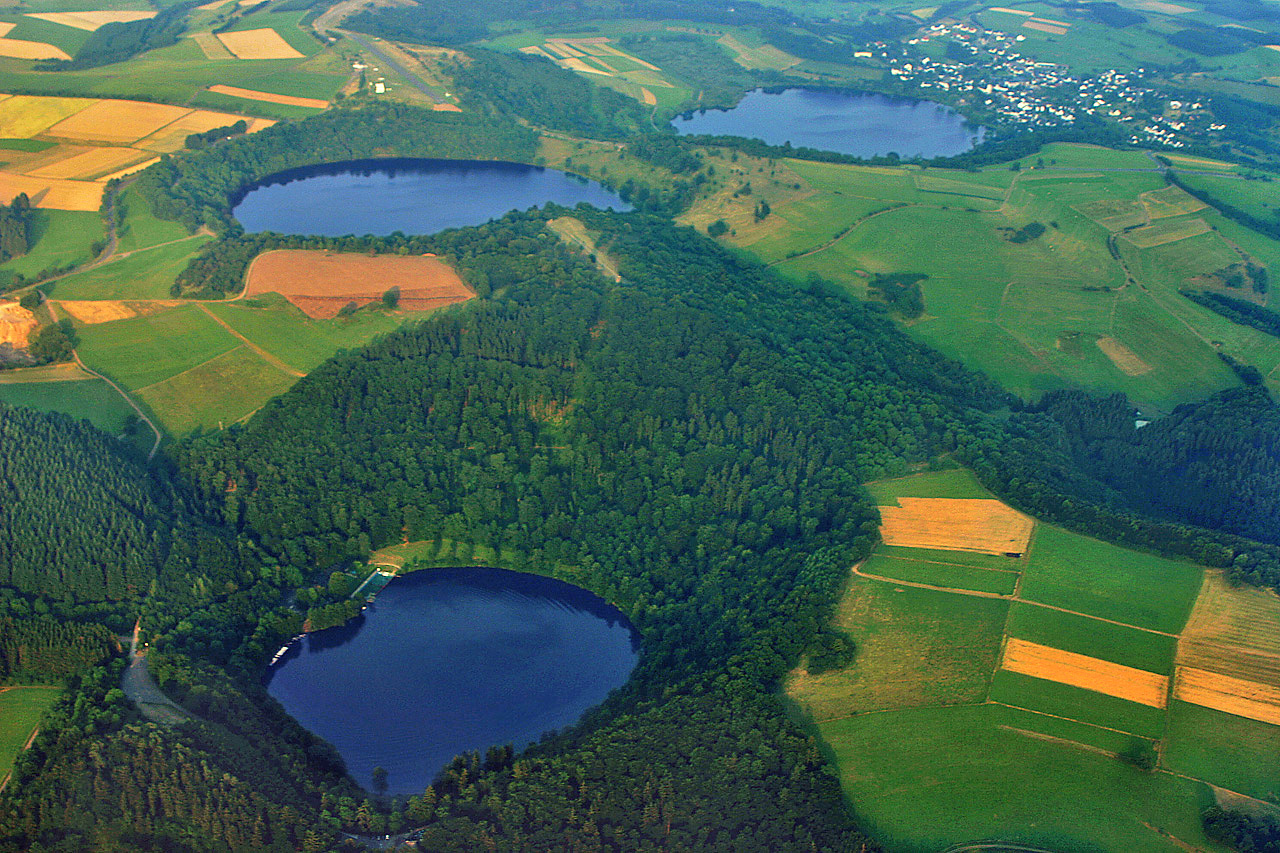
Cele trei lacuri vulcanice lângă Daun

Maar (lat. maar = lac, mare) este un lac vulcanic format prin acumularea apei în craterul unui vulcan stins.
Astfel de lacuri s-au format lângă localitatea Daun în munții Eifel, Germania. Cu studiul formării acestor lacuri s-a ocupat geologul german Johannes Steininger (1794–1878) din Trier.
Aceste lacuri au frecvent o formă rotundă sau ovală, craterul vulcanic putând fi plin cu apă sau uscat cum sunt de exemplu „maarele uscate” din masivul muntos „Schwäbische Alb” de lângă Dunăre  sud-vestul Germaniei. Un astfel de lac vulcanic este și Lacul Sfânta Ana din România.

## Formare

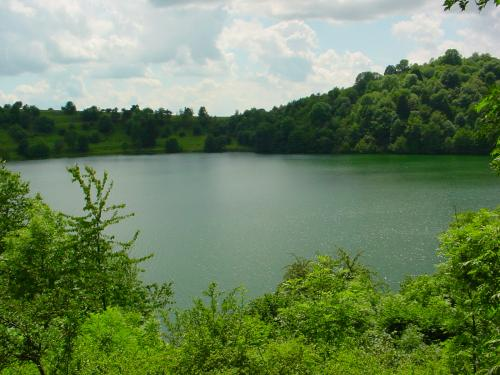
Maarul viticol

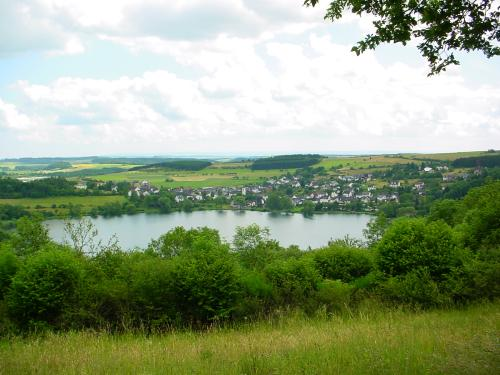
Maarul de lingä Schalkenmehr

Un astfel de lac vulcanic ia naștere prin umplerea craterului lărgit prin explozii ale vulcanului, apă rece provenită din pânza de apă freatică, care vine direct în contact cu magma fierbinte. Aceste fenomene geologice au avut loc în perioada terțiară în munții Eifel, formându-se de exemplu:
- „Maarul mort” sau „Maarul viticol”
- „Maarul de lângă Gemünd”
- „Maarul de lângă  Immerath”
- „Maarul lemnos”
- „Maarul de lângă Gillenfeld”

## Maare secate
Un maar uscat este lângă Eckfeld, fiind un lac umplut cu sedimente, care sunt importante în cercetările climatologice, care permit o vedere de ansamblu a schimbărilor climatice din trecut.